# Виды Рыб (группа)
Виды Рыб или Species of Fishes — российская группа, исполняющая экспериментальную электронную музыку.

## Состав
- Виталий Стерн
- Игорь Колядный
- Игорь Шапошников (до 1995 г.)

## Дискография
- 1995 — Songs Of A Dumb World
- 1996 — Trip Trap
- 1997 — Tequilajazzz vs Species Of Fishes — Virus Versus Virus
- 1999 — Muslimgauze vs Species Of Fishes — Muslimgauze Vs Species Of Fishes
- 1999 — Time End Place
- 2000 — Exposition 93-00
- 2000 — Species Of Fishes
- 2000 — Songs Of A Dumb World Pt. 2
- 2001 — Бессонница
- 2001 — Фестиваль
- 2001 — Песни Немого Мира Ч. 1
- 2002 — Live In Б2
- 2003 — Live In Red (питерский клуб)
- 2004 — 0512 2002 2200 — 16 Tons Live
- 2005 — Izhevsk[2] (концерт в музее Калашникова — Ижевск)
- 2006 — Muslimgauze vs Species Of Fishes — Muslimgauze Vs Species Of Fishes (original tapes)
- 2007 — Seven Excerpts From Four Lives
- 2012 — VIII

Компиляции
- 1994 — «Trans/plan/tanz» (cst, Sojuz/Bekar)
- 1995 — «Euphory-10» (CD, RDM/Future)
- 1995 — «Purple Legion Strikes Back» (CD, PL Rec)
- 1996 — «Euphory-10» (cst, RDM/Future)

Ремиксы
- 2001 — Сингл «Дорога», поз. 7 (группа «Чичерина»)